# Achalcus britannicus
Achalcus britannicus är en tvåvingeart som beskrevs av Marc Pollet 1996. Achalcus britannicus ingår i släktet Achalcus och familjen styltflugor. Inga underarter finns listade i Catalogue of Life.